# Port de la Drassana
Port de la Drassana es una atracción de PortAventura Park. Es el puerto situado en el área temática de Mediterrània del cual sale el barco hacia Waitan Port, en el área de China.
La atracción cierra unos minutos antes de empezar el espectáculo del lago. El edificio de la atracción reproduce un astillero, y podemos ver todos los elementos que se utilizan para la construcción de las barcas. Hay tres tipos de barca, una referente a Polynesia, otra a Mediterránea y otra a China.

## Recorrido
El destino es Waitan Port, en China, pasando por Polynesia.